# .cv
.cv е интернет домейн от първо ниво за Кабо Верде. Администрира се от Instituto Superior de Engenharia e Ciências do Mar. Представен е през 1996 г.